# Chlorophytum glaucoides
Chlorophytum glaucoides là một loài thực vật có hoa trong họ Măng tây. Loài này được Blatt. mô tả khoa học đầu tiên năm 1930.